# Géographie de la Bosnie-Herzégovine
La Bosnie-Herzégovine comprend les deux entités historiques de Bosnie (les 80 % nord de l'État) et d'Herzégovine (les 20 % sud de l'État).

## Localisation

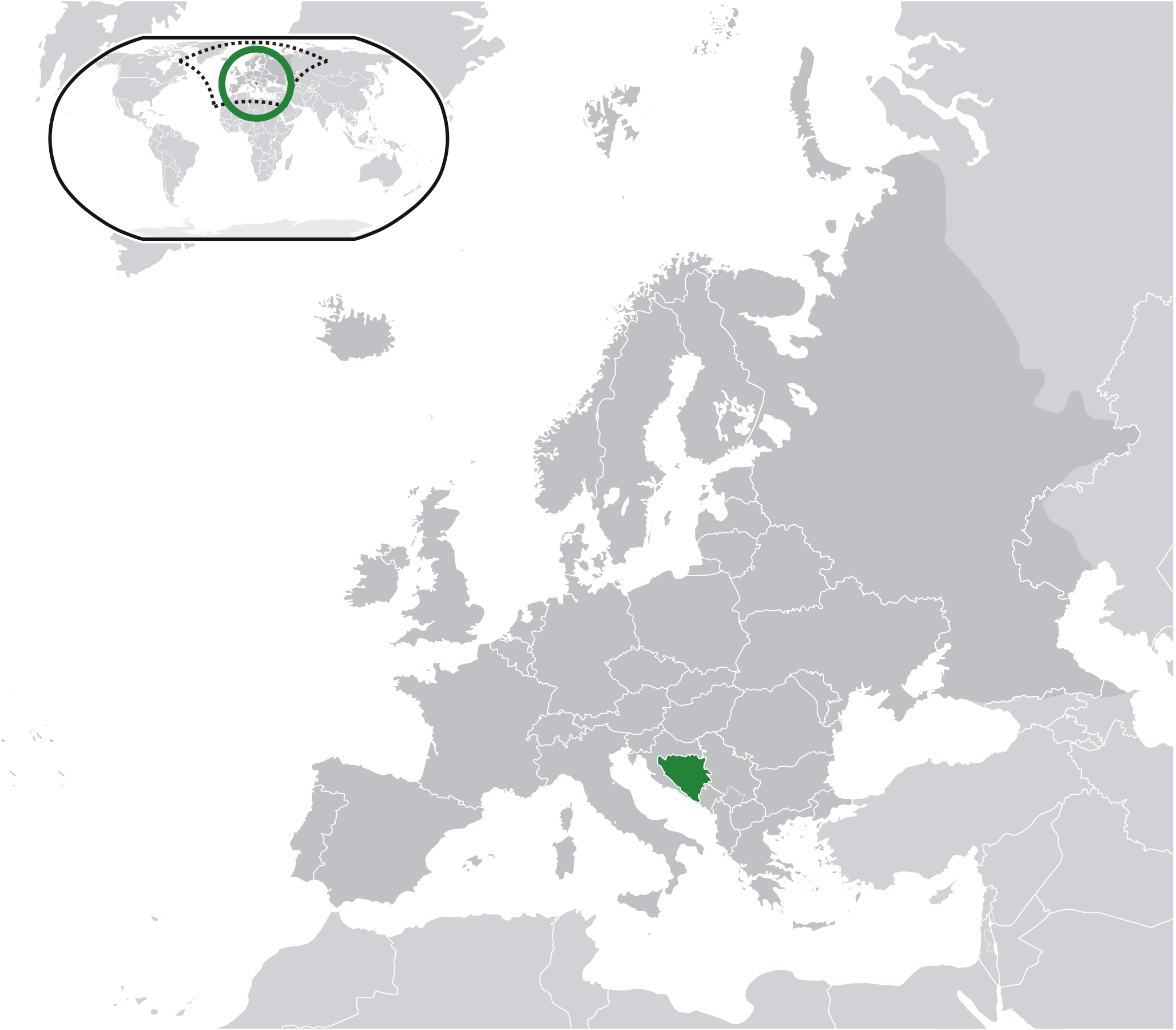
La Bosnie-Herzégovine en Europe

La Bosnie-Herzégovine fait partie de la région des Balkans, au sud-est de l'Europe. Elle partage une frontière de 932 km avec la Croatie au nord, à l'ouest et au sud (comitat de Dubrovnik-Neretva), une autre frontière de 357 km avec la Serbie à l'est et enfin une frontière de 249 km avec le Monténégro au sud-sud-est. Le pays est presque entièrement enclavé, seuls 20 km de côtes autour de la ville de Neum lui permettent d'accéder à la mer Adriatique.

## Régions

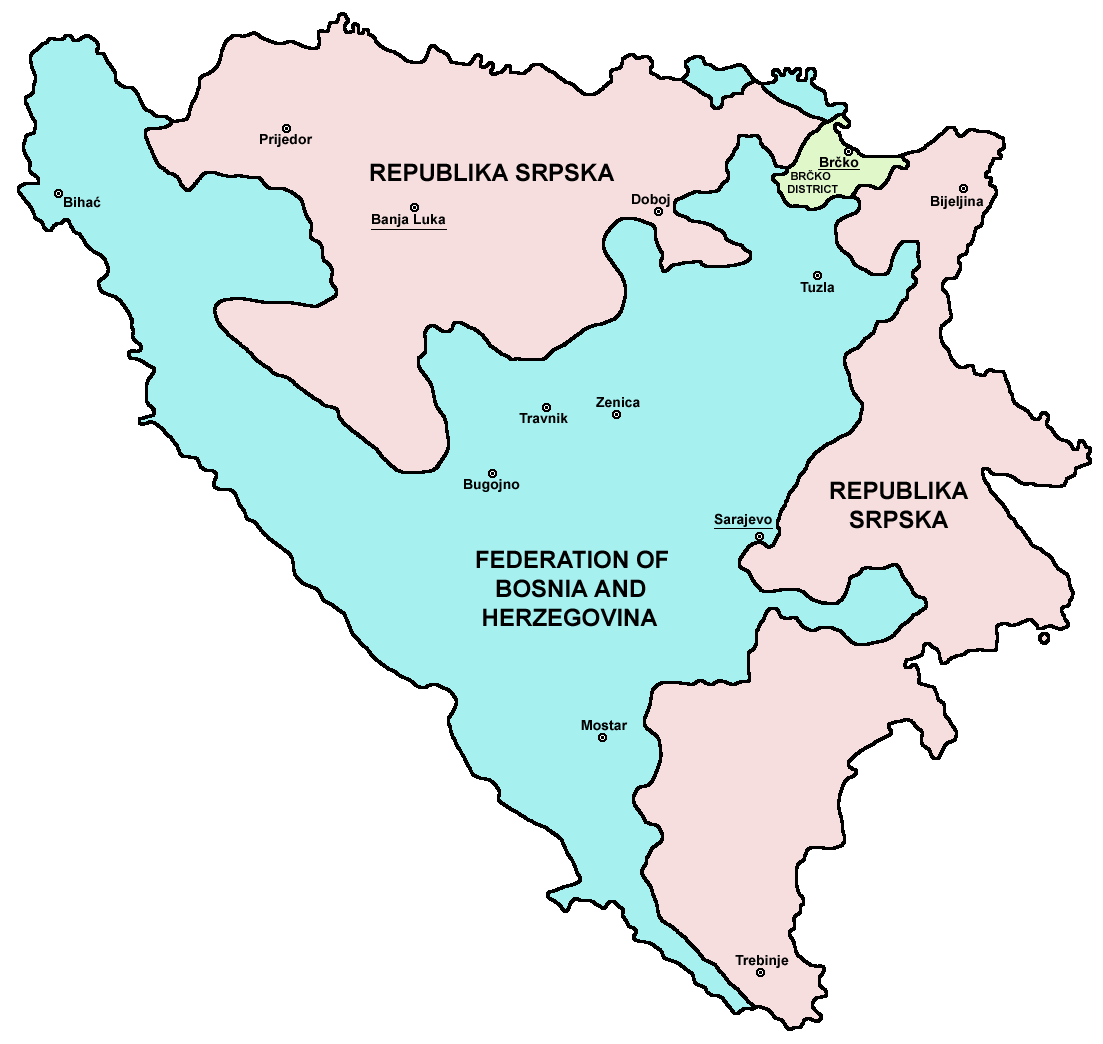
La fédération de Bosnie-et-Herzégovine est présentée en bleu, la république serbe de Bosnie en rose et le district de Brčko en vert.

Le nom du pays vient de ses deux grandes régions, la Bosnie au nord et l'Herzégovine au sud. Administrativement, il est cependant séparé en trois entités largement autonomes et issues de la guerre de Bosnie-Herzégovine. La fédération de Bosnie-et-Herzégovine dont la capitale est Sarajevo est peuplée majoritairement de croates et de bosniaques et est elle-même à son tour divisée en cantons qui comprennent des municipalités. La seconde entité, la république serbe de Bosnie a pour capitale Banja Luka et est peuplée principalement de serbes de Bosnie. Elle ne comporte pas d'autre subdivision administrative que les municipalités. Enfin au nord-est du pays en 1999 a été créé le district de Brčko, qui est neutre et indépendant, géré conjointement par le maire de Brčko et le Haut Représentant international en Bosnie-Herzégovine de l'ONU. 
La Bosnie comprend également plusieurs régions historiques parmi lesquelles la Bosanska Krajina, la Bosanska Posavina, Semberija ou encore le Podrinje.

## Topographie

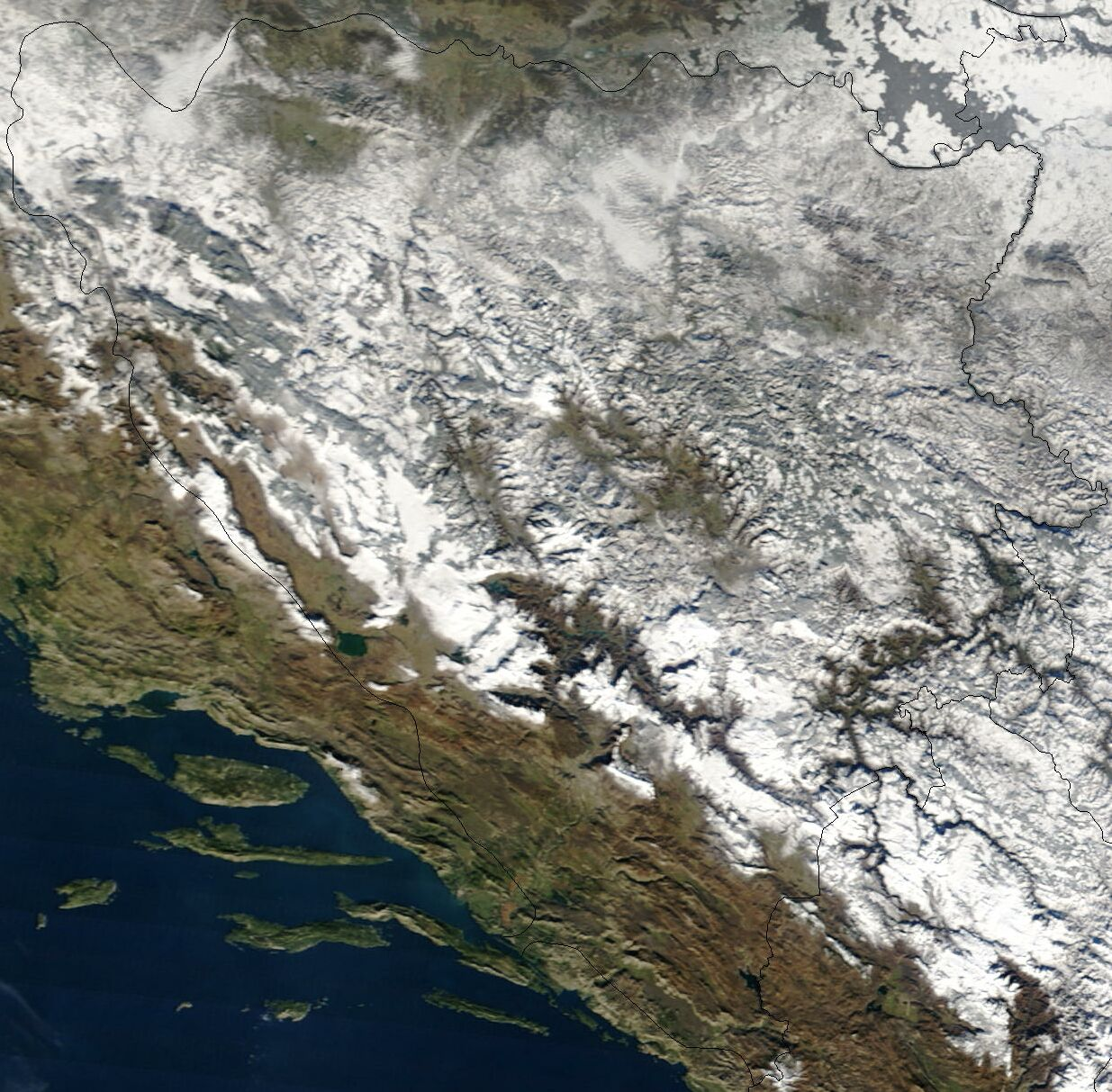
Image satellite en septembre 2002

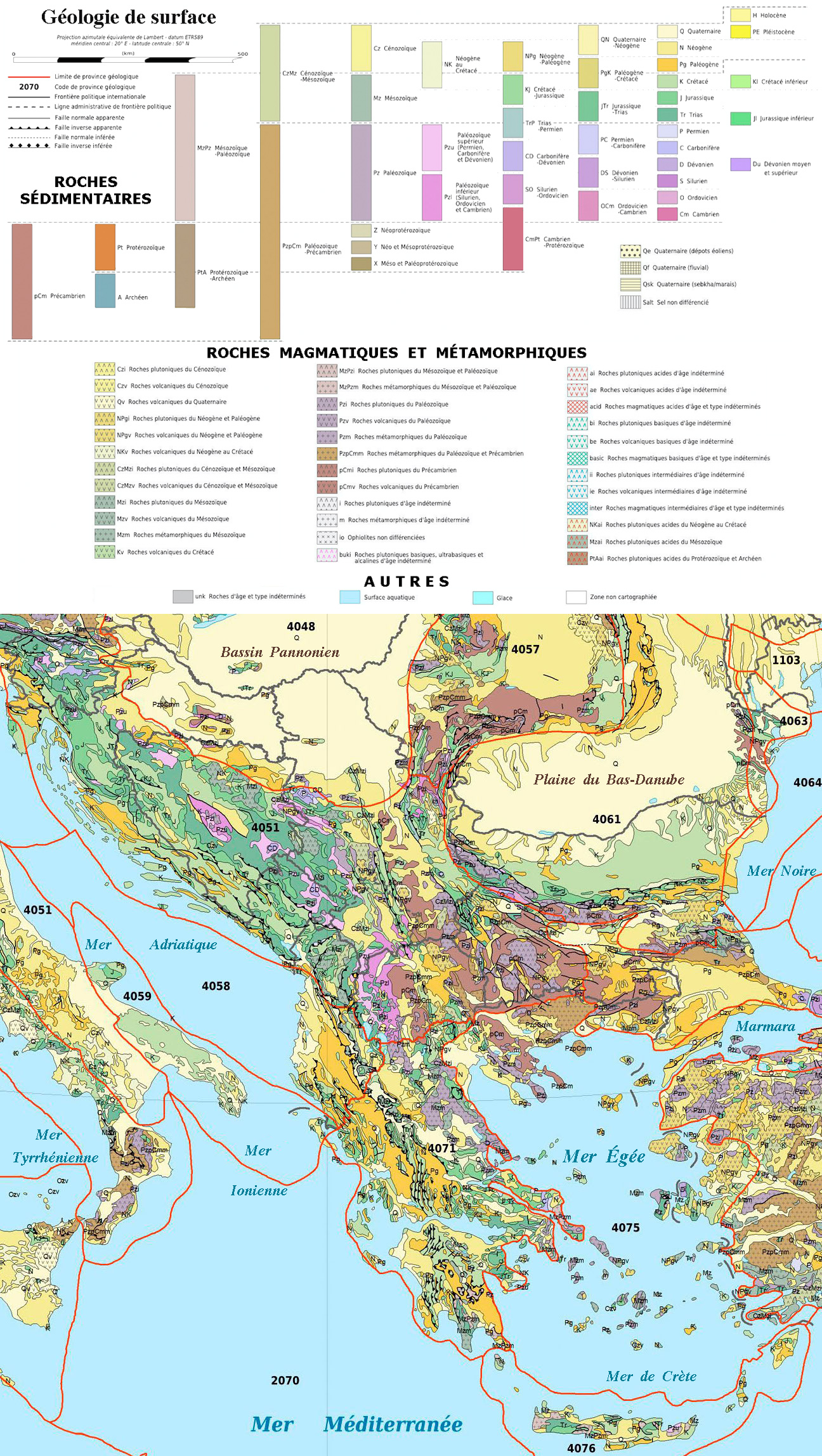
Géologie de la Bosnie-Herzégovine et des Balkans.

Le pays est très montagneux, étant traversé par les Alpes dinariques. En son centre on retrouve les sommets de Vlašić (1 933 m), Čvrsnica (2 228 m) et Prenj (2 155 m). Plus à l'est on retrouve également des massifs tels Trebević (1 627 m), Jahorina (1 913 m), Igman (1 502 m), Bjelašnica (2 067 m) et Treskavica (2 088 m). C'est dans certaines de ces montagnes que se sont déroulées des épreuves des jeux olympiques d'hiver de 1984.
Près de la moitié du pays est recouverte de forêts, en particulier autour de la rivière Drina à l'est du pays. Le nord de la Bosnie le long de la rivière Save est très fertile et en conséquence largement cultivé. Il fait partie de la plaine de Pannonie, qui s'étend également en Croatie et Serbie. Au sud de la Bosnie-Herzégovine, le climat méditerranéen favorise également une importante activité agricole.

## Hydrologie
Principaux cours d'eau :

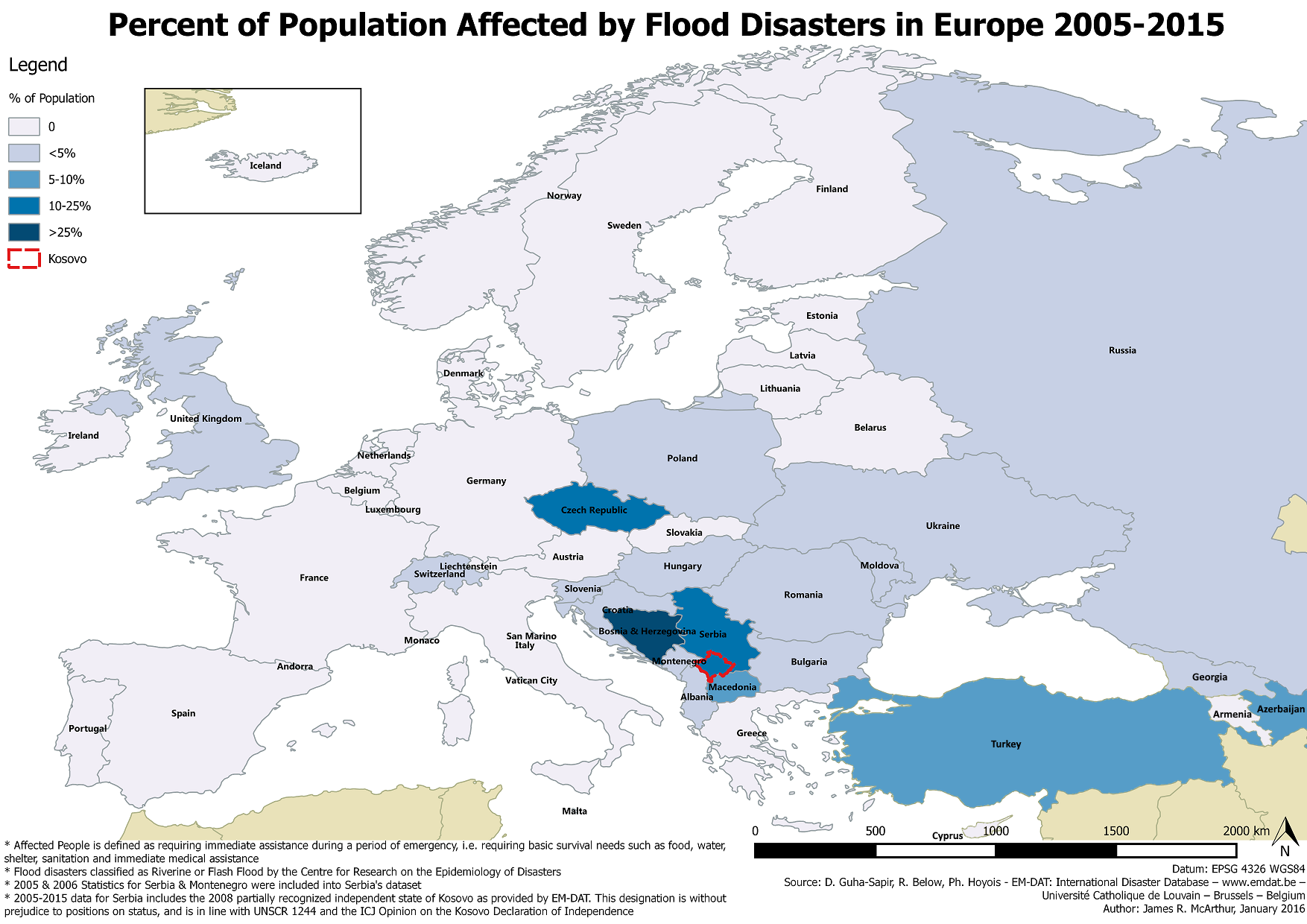
Pourcentage de la population affectée par une inondation de 2005 à 2015. La Bosnie-Herzégovine (bleu foncé) est très touchée.

- Bosna 271 km (qui a donné son nom au pays).
- Drina 346 km
- Janja 53 km
- Natron 77 km
- Neretva 218 km (célèbre car elle passe à Mostar).
- Prača 57 km
- Sana 140 km
- Sava 945 km (en français : la Save, qui se jette dans le Danube à Belgrade).
- Spreča 112 km
- Tosk 65 km
- Trebišnjica 96 km
- Ukrina 53 km
- Una 214 km
- Vrbanja 70 km
- Vrbas 240 km

## Villes
Les villes principales sont Sarajevo (la capitale), Banja Luka (capitale de la république serbe de Bosnie), Tuzla, Zenica et Mostar (capitale historique de l'Herzégovine). 